# Arimania komaroffi
Arimania komaroffi är en fjärilsart som beskrevs av Émile Louis Ragonot 1888. Arimania komaroffi ingår i släktet Arimania och familjen mott. Inga underarter finns listade i Catalogue of Life.